# Lepilemur tymerlachsonorum
Lepilemur tymerlachsonorum (лат.) — вид лемуров из семейства Лепилемуровые. Эндемик Мадагаскара.

## Классификация
Изначально вид был назван Lepilemur tymerlachsoni, однако в 2009 году видовое название было сочтено некорректным и было изменено на Lepilemur tymerlachsonorum. Видовое название было дано в честь Говарда и Ронды Хок, экологов-активистов, оказывающих поддержку исследованиям мадагаскарской фауны. Некоторые приматологи (Zinner et al. 2007) указывают, что Lepilemur tymerlachsoni и Lepilemur mittermeieri могут представлять один вид.

## Описание
Относительно крупный представитель семейства Лепилемуровых. Шерсть серо-коричневая, верхняя часть спины более светлого красно-коричневого оттенка. Грудь и брюхо светло-серые. От головы по хребту идёт тёмная полоса. Морда серая, цвет хвоста от красновато-серого до коричневого. Вес около 880 грамм, длина тела в среднем 23,1 см, длина хвоста в среднем 24,7 см.

## Распространение
Встречается в национальном парке Лукубе и на острове Нуси-Бе.